# Michael Sommer (Dramaturg)

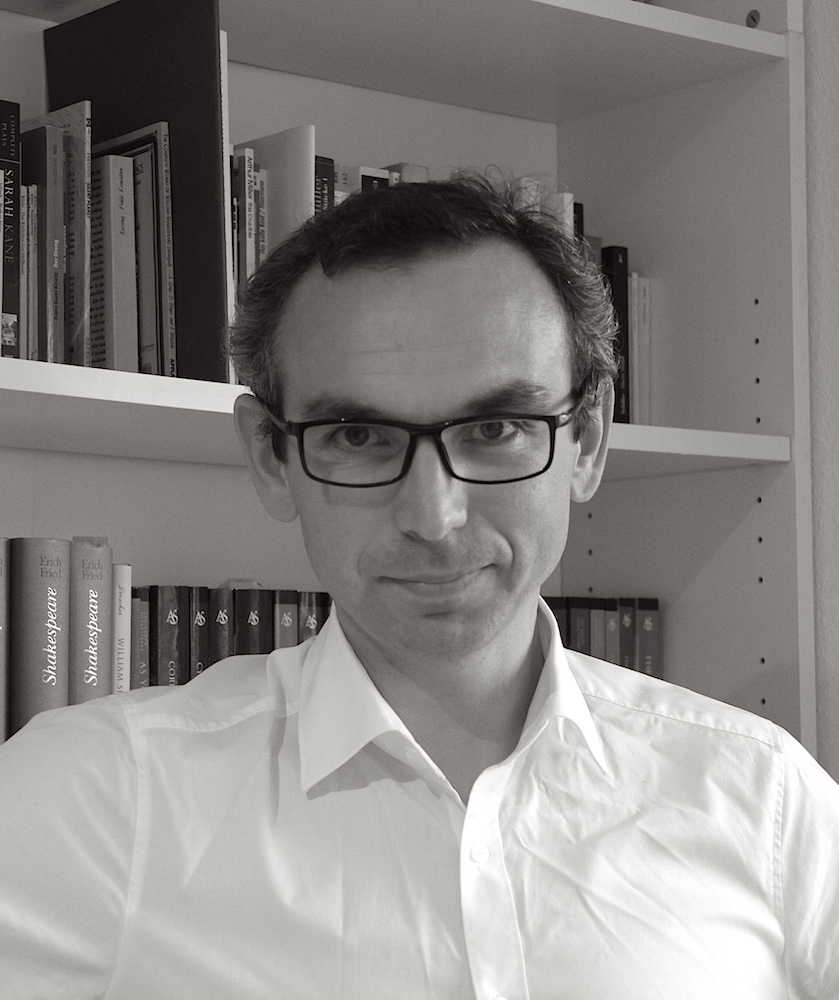
Porträt Michael Sommer (2015)

Michael Sommer (* 1976 in Kassel) ist ein deutscher Autor, Regisseur, Dramaturg und Literaturwissenschaftler. Größere Bekanntheit erlangte er durch seine Webvideoserie Sommers Weltliteratur to go, welche 2018 mit dem Grimme Online Award ausgezeichnet wurde.

## Leben und Wirken
Nach seinem Abitur studierte Sommer Literaturwissenschaften an der Albert-Ludwigs-Universität Freiburg und an der University of Oxford. Im Anschluss war er als Regisseur, Autor und langjähriger leitender Schauspieldramaturg am Theater Ulm tätig.
Im Herbst 2013 sah sich Sommer als Dramaturg einer Inszenierung des Theaterstückes Dantons Tod vor der Aufgabe, das Stück in kurzer und unterhaltsamer Form zusammenzufassen. Dabei ergab sich eine halb improvisierte Performance, welche auf Video festgehalten und auf dem Videoportal YouTube veröffentlicht wurde. Dieses Video erzielte in eineinhalb Jahren mehrere Tausend Aufrufe, weswegen sich Sommer dazu entschied, dieses Format als Videoreihe fortzusetzen. Sein erfolgreichstes Video zu Faust 1 auf dem YouTube-Kanal Sommers Weltliteratur to go erzielte über eine Million Aufrufe. Bislang veröffentlichte Sommer auf diesem YouTube-Kanal über 970 Videos.
Neben seinen künstlerischen Tätigkeiten unterrichtet Sommer seit 2016 an einer Fachakademie für Sozialpädagogik.

## Inszenierungen – Auswahl
- Phone Home (UA 2016 in London, München und Athen)
- Refugium (Michael Sommer, Theater Ulm, 2014)
- Federseelen (Michael Sommer, Federseemuseum, 2009)
- The Cutman (Nicholas Pierpan, Theater Ulm, 2009)
- Fischerglück und Birkenpech (Michael Sommer, Federseemuseum, 2009)
- Hänsel und Gretel (Susanne Lütje und Corinna Schildt, Theater Ulm, 2005)
- 4.48 Psychose (Sarah Kane, Theater Ulm, 2005)[7]

## Werke – Auswahl
- Sophie! (Libretto, UA Landesakademie für die musizierende Jugend in Baden-Württemberg, 2018)
- Phone Home (mit Eri Kyrgia, Yannis Kalavrianos, Nora Schüssler, Zodwa Nyoni, Tom Mansfield, UA 2016 in London, München und Athen)
- Und Nachts die Freiheit (Libretto, UA Landesakademie für die musizierende Jugend in Baden-Württemberg, 2016)
- Gebrauchsanleitung für Eltern und andere Psychos (mit Basti Bund und Simon Reimold, UA 2015, Pasinger Fabrik)
- Fürchtet Euch (Nicht) (UA 2015, Theater Ulm)
- Refugium (UA 2014, Theater Ulm)
- Antigone/Sophie (UA 2013, Theater Ulm/KZ-Gedenkstätte Oberer Kuhberg, Ulm)
- nutters (UA 2010, Roxy Ulm)
- Die Schneekönigin (UA 2009, Theater Ulm)
- Federseelen (UA 2009, Federseemuseum Bad Buchau)
- Fischerglück und Birkenpech (UA 2007, Federseemuseum Bad Buchau)